# ソロモン・ケーン (2009年の映画)
『ソロモン・ケーン』（Solomon Kane）は、イギリス、チェコ、フランスの映画。日本では未公開でDVD版がリリースされた。
ロバート・E・ハワードの小説『ソロモン・ケーン』を原作としている。

## キャスト
| 役名             | 俳優                       | 日本語吹替                                                                  |
| ---------------- | -------------------------- | --------------------------------------------------------------------------- |
| ソロモン・ケーン | ジェームズ・ピュアフォイ   | 吉田裕秋                                                                    |
| マラキ           | ジェイソン・フレミング     | 徳本英一郎                                                                  |
| 国王ケーン       | マックス・フォン・シドー   | 土師孝也                                                                    |
| ウィリアム       | ピート・ポスルスウェイト   | 浅科准平                                                                    |
| メレディス       | レイチェル・ハード＝ウッド | 生田善子                                                                    |
| 悪魔の使者       | イーアン・ワイト           |                                                                             |
| その他           |                            | 定岡小百合 五十嵐亮太 株田裕介 藤沼建斗 田中雅之 本間詩織 渡部由佳 矢野正明 |